# Sunem

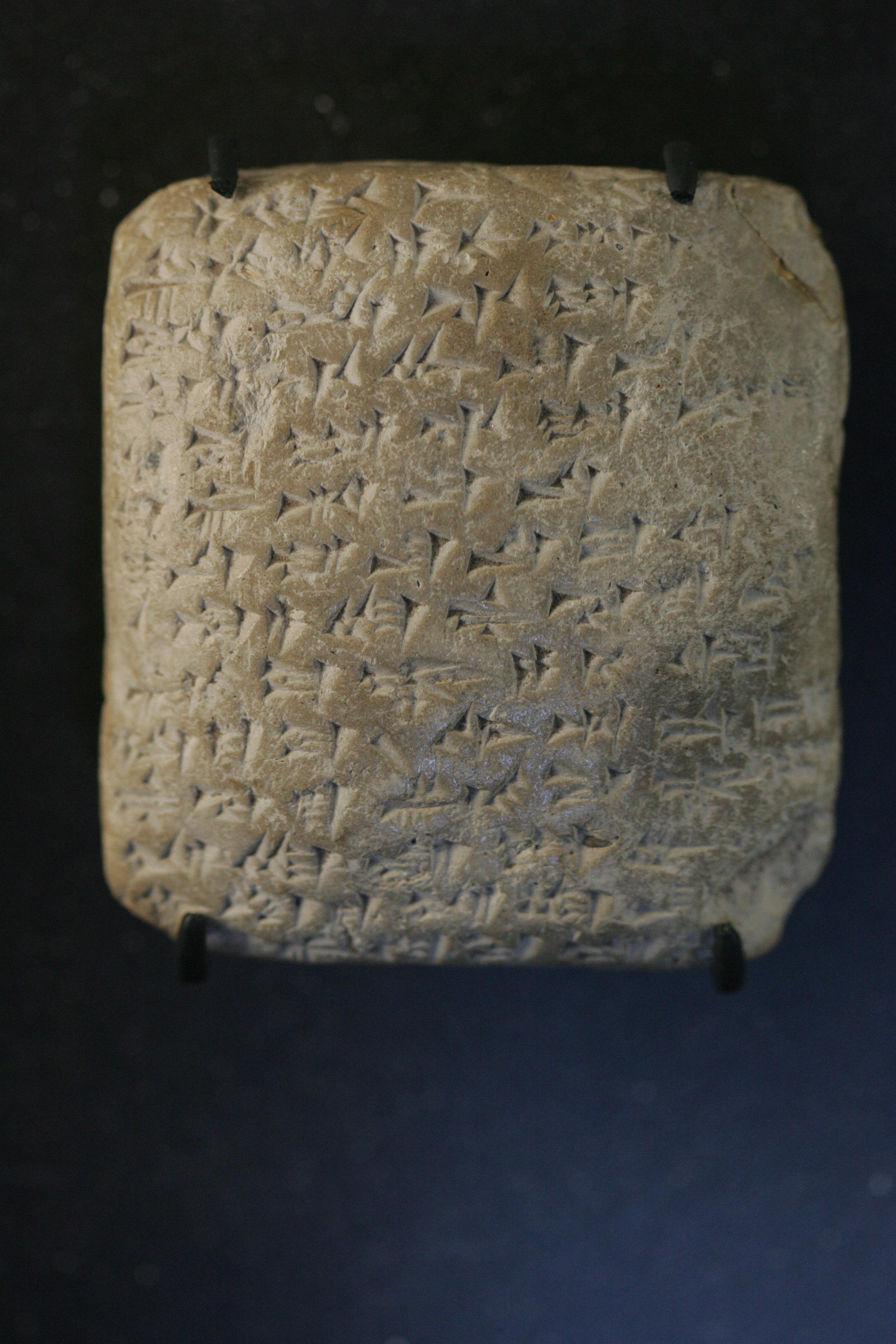
Lettera di Amarna che menziona Shunem

Sunem (in ebraico שׁוּנֵם‎?; in greco: Σουνὰν)  è una località citata nella Bibbia, nel territorio della tribù di Issacar (Libro di Giosuè 19:18). Fu campo dei Filistei per la battaglia a Saul (1 Samuele 28:4). Nell'Antico Testamento si citano diverse donne sunamite, originarie di Sunem.
Abisag la Sunamita, giovane ragazza vergine di Sunem, accudì il re Davide nella sua vecchiaia. In seguito alla morte di Davide, Adonia chiese di sposare la ragazza, e Salomone lo fece uccidere (1 Re 1:3-4,15; 2:17-22). Secondo la tradizione, questa bellissima Sunamita è la protagonista del Cantico dei Cantici dello stesso Salomone.
Una ricca Sunamita ospitò Eliseo, il quale poi ne risuscitò il figlio morto (2 Re 4:8-12,25,32-36). La donna di Shunem appare di nuovo in 2 Re 8. Su consiglio di Eliseo, trascorse sette anni in Filistea per evitare una carestia e, quando fece ritorno, scoprì che non aveva più possesso della sua casa e della sua terra. Si appellò al re Ioram e la sua proprietà le fu restituita.